# Bataille de Saint-Raphaël
Révolution haïtienne
Batailles
Insurrections (1791-1793)
- Bois-Caïman
- Croix-des-Bouquets
- Morne Pelé
- 1re La Tannerie
- Port-au-Prince
- Le Cap-français

Interventions espagnoles et britanniques (1793-1798)
- 2e La Tannerie
- Marmelade
- Saint-Michel-de-l'Attalaye
- Ennery
- 3e La Tannerie
- Fort-Dauphin
- 1re Tiburon
- L'Acul
- La Bombarde
- 2e Tiburon
- Les Gonaïves
- Port-Républicain
- 1re Dondon
- Massacre de Fort-Dauphin
- Saint-Marc
- Léogane
- Saint-Raphaël
- Trutier
- 3e Tiburon
- 1re Verrettes
- Grande-Rivière
- Mirebalais
- Las Cahobas
- 2e Verrettes
- Petite-Rivière
- 2e Dondon
- 1re Les Irois
- Jean-Rabel
- 2e Les Irois

Guerre des couteaux (1799-1800)
- Jacmel

Expédition de Saint-Domingue (1802-1803)
- La Ravine-à-Couleuvres
- Kellola
- Plaisance
- La Crête à Pierrot
- Noyades du Cap-Français
- Port-au-Prince
- Vertières
- Massacres de 1804 en Haïti

La bataille de Saint-Raphaël se déroula pendant la révolution haïtienne.

## La bataille
Toussaint, repoussé à Saint-Marc, se tourna sur Saint-Raphaël et Saint-Michel occupé par les forces de Jean-François. Après deux jours de combat, les deux bourgs furent repris par les Républicains et les Espagnols écrasés.
De Saint-Michel, le 21 octobre, Toussaint écrit à Lavaux :

« Je m'empresse de vous faire part de la réussite de mon expédition sur Saint-Raphaël et Saint-Michel. Les succès auraient été plus complets, si j'eusse pu prendre tous les Espagnols de ces deux endroits; mais la nuit les a favorisé dans leur retraite. Néanmoins j'ai pris deux officiers et une cinquantaine de soldats, tant blessés que bien portant. J'ai eu dans mes gens, beaucoup de blessés et de tués.
Les Espagnols ont été obligés d'abandonner beaucoup d'armes, leur artillerie et munitions. Je n'ai pas encore tiré une note de ce que je leur ai pris, n'ayant pas eu le temps : je vais m'en occuper et je vous enverrais un détail pas le courrier prochain. Je retourne tout à l'heure à Saint-Raphaël pour faire charroyer les attirails de guerre et les mettre en lieu de sûreté.
Comme il nous faudrait beaucoup de munitions et des troupes pour garder ces deux bourgs, et que ces troupes nous sont plus nécessaires ailleurs, je vais faire passer dans la partie française les chevaux et les bêtes à cornes. Cette opération faite, je raserai les deux bourgs, ainsi que les huttes du dehors, pour que l'ennemi ne puisse faire aucune tentative et pour qu'il se tienne éloigné de nous.
Je vous désire bien de la santé.
Salut en la patrie et en ses succès.
P-S. Ayant pris d'assaut la tranchée ou fort avancé de Saint-Raphaël, j'ai sabré près de quatre-vingt-dix Espagnols avec ma cavalerie, enfin tous ceux qui ne voulaient pas se rendre. »